# Беридзе, Арчил Михайлович
Арчил Михайлович Беридзе — советский хозяйственный, государственный и политический деятель.

## Биография
Родился в 1922 году в селе Тунадзееби. Член ВКП(б) с 1943 года.
С 1944 года - на хозяйственной, общественной и политической работе. В 1944-1958 гг. — инструктор, заместитель заведующего Отделом пропаганды и агитации Аджарского областного комитета, заведующий Партийным кабинетом Хулойского районного комитета КП(б) Грузии, 2-й секретарь Хулойского районного комитета КП(б) Грузии, 2-й секретарь Аджарского областного комитета КП(б) Грузии, и. о. председателя Президиума Верховного Совета Аджарской АССР.
Избирался депутатом Верховного Совета СССР 4-го созыва.